# Vivaro-alpinische Sprache

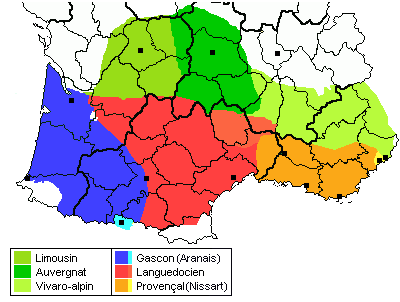
Die Verbreitungsgebiete der Dialekte des Okzitanischen

Vivaro-Alpinisch (französisch: vivaro-alpin; auch: Vivaro-Alpin, Alpin, Alpenprovenzalisch, Delfinatisch) ist eine alte regionale Variante des Okzitanischen, genauer des Nordokzitanischen, die im nordöstlichen Teil dieser Sprachregion, im nördlichen Bereich der Seealpen gesprochen wird. Das Verbreitungsgebiet erstreckt sich bis in den südlichen Teil der Dauphiné und in den westlichsten Teil Italiens.
Wie die andern nordokzitanischen Varianten (Limousinisch, Auvergnatisch) kennt das Vivaro-Alpinisch die Palatalisierung der Konsonanten „k“ und „g“ vor „a“, zum Beispiel in chantar (französisch: chanter), jauta (joue), während das Südokzitanische cantar und gauta kennt.
Die Hauptcharakteristik besteht im Wegfallen der zwischenvokalischen Dentale: monea für  moneda (französisch: monnaie), bastia für bastida (französisch: bâtie).
Weit verbreitet ist der Rhotazismus des „l“ zu „r“: barma für balma (französisch: grotte), escora für escola (französisch: « école »), saraa für salada (französisch: « salade »).